# Tomáš Rosický
Tomáš Rosický (Prag, 4. listopada 1980.) je bivši češki nogometaš.
Počeo je igrati u praškoj Sparti 1998. godine. Osvojio je tri naslova prvaka Češke i postao najmlađi igrač u povijesti koji je osvojio nagradu za najboljeg nogometaša te države. Potom je 2001. godine prešao u Borussiu iz Dortmunda, 2002. osvojio naslov prvaka Njemačke. U svibnju 2006. prešao je u engleski Arsenal. Zbog brojnih ozljeda u zadnjoj sezoni, je Rosický odigrao 15 minuta za Arsenal, te mu stoga 'Topnici nisu ponudili produljenje ugovora, pa je ovaj veznjak bio jedno vrijeme bez kluba. U kolovozu 2016. godine je se Rosický nakon petnaest godina vratio u klub gdje je započeo svoju nogometnu karijeru, Sparta Prag. Dana 20. prosinca 2017. godine objavljuje kraj karijere.

## Reprezentacija
Za reprezentaciju je prvi put zaigrao s 19 godina protiv Republike Irske i do sada je nastupio preko 100 puta. Igrao je na Europskim prvenstvima 2000., 2004. i 2012. godine, te na Svjetskom prvenstvu 2006. godine. Češki izbornik objavio je u svibnju 2016. popis za nastup na Europskom prvenstvu u Francuskoj, na kojem se nalazi Rosický. Kapetan češke nogometne reprezentacije propustit će ostatak Europskog prvenstva zbog ozljede butnog mišića koju je zadobio u završnici dvoboja 2. kola skupine D protiv Hrvatske (2-2) u Saint-Étienneu. Nakon pregleda u bolnici u Toursu liječnik češke reprezentacije Petr Krejči izjavio je kako očekuje da će Rosicky izbivati s terena između tri i šest tjedana.

## Vanjske poveznice
- Profil na Transfermarktu
- Profil na Soccerwayu